# Colby Genoway
Colby Genoway (né le 12 décembre 1983 à Morden au Manitoba, Canada) est un joueur professionnel canadien de hockey sur glace. Il peut évoluer au poste d'ailier gauche ou de centre.

## Carrière de joueur
Colby Genoway a commencé sa carrière en 2002 et a joué pendant trois saisons dans le championnat de la NCAA pour l'équipe de l'Université du Dakota du Nord, les Fighting Sioux. À la fin de la saison 2004-2005, il a fait le saut en Ligue américaine de hockey et a joué quatre matchs pour les Wolf Pack de Hartford. Il est resté à Hartford pour la saison suivante et a signé 66 points en 77 matchs pendant la saison régulière. En été 2006, Genoway signe un contrat avec les Ducks d'Anaheim mais est placé dans le club-ferme des Pirates de Portland. En janvier 2007, il est échangé contre Joe Rullier avec les Canucks de Vancouver qui le placent aux Moose du Manitoba.
À partir de 2008, il a joué en Europe. Pour les Ilves Tampere, il a joué 11 matchs et a été le joueur le plus efficace de l'équipe. Dès octobre, il a joué en deuxième division du championnat de Suède au Mora IK. Au terme de la saison, Mora n'était pas en mesure de conserver Genoway. Il a ensuite joué en Extraliga au HC Pardubice avant de terminer la saison avec Ilves Tampere.
En octobre 2010, il a rejoint le HC Lugano en première division suisse. En saison régulière, il a signé 30 points en 41 matchs et permis à Lugano de se sauver en playout contre Rapperswil en signant sept points supplémentaires.
Dès l'été 2011, Genoway a signé un contrat de trois ans avec le Lausanne HC qui évolue en LNB. Avec son duo d'attaquants formé de Genoway et Oliver Setzinger, le LHC a dominé toute la saison régulière et le début des play-offs avant de perdre en finale contre le SC Langenthal. L'année suivante il participe à la promotion du Lausanne Hockey Club en LNA. Parfois blessé au poignet, il réalise 26 points et contribue au maintien et à la participation du LHC en playoffs.

## Statistiques
| Saison    | Équipe                           | Ligue       |    | Saison régulière | Saison régulière | Saison régulière | Saison régulière | Saison régulière |   | Séries éliminatoires | Séries éliminatoires | Séries éliminatoires | Séries éliminatoires | Séries éliminatoires |
| Saison    | Équipe                           | Ligue       | PJ | B                | A                | Pts              | Pun              | PJ               | B | A                    | Pts                  | Pun                  |                      |                      |
| 2002-2003 | Fighting Sioux du Dakota du Nord | WCHA        | 31 | 1                | 2                | 3                | 24               | -                | - | -                    | -                    | -                    |                      |                      |
| 2003-2004 | Fighting Sioux du Dakota du Nord | WCHA        | 40 | 11               | 23               | 34               | 22               | -                | - | -                    | -                    | -                    |                      |                      |
| 2004-2005 | Fighting Sioux du Dakota du Nord | WCHA        | 42 | 13               | 31               | 44               | 38               | -                | - | -                    | -                    | -                    |                      |                      |
| 2004-2005 | Wolf Pack de Hartford            | LAH         | 4  | 0                | 0                | 0                | 0                | -                | - | -                    | -                    | -                    |                      |                      |
| 2005-2006 | Wolf Pack de Hartford            | LAH         | 77 | 26               | 35               | 61               | 78               | 13               | 4 | 8                    | 12                   | 10                   |                      |                      |
| 2006-2007 | Pirates de Portland              | LAH         | 41 | 8                | 21               | 29               | 36               | -                | - | -                    | -                    | -                    |                      |                      |
| 2006-2007 | Moose du Manitoba                | LAH         | 32 | 1                | 11               | 12               | 12               | 13               | 1 | 1                    | 2                    | 6                    |                      |                      |
| 2007-2008 | Moose du Manitoba                | LAH         | 67 | 15               | 34               | 49               | 37               | 6                | 0 | 4                    | 4                    | 6                    |                      |                      |
| 2008-2009 | Ilves Tampere                    | SM-liiga    | 11 | 7                | 7                | 14               | 8                | -                | - | -                    | -                    | -                    |                      |                      |
| 2008-2009 | Mora IK                          | Allsvenskan | 30 | 13               | 17               | 30               | 61               | 3                | 0 | 1                    | 1                    | 6                    |                      |                      |
| 2009-2010 | HC Pardubice                     | Extraliga   | 10 | 3                | 4                | 7                | 6                | -                | - | -                    | -                    | -                    |                      |                      |
| 2009-2010 | Ilves Tampere                    | SM-liiga    | 32 | 4                | 24               | 28               | 46               | 1                | 0 | 0                    | 0                    | 0                    |                      |                      |
| 2010-2011 | HC Lugano                        | LNA         | 41 | 12               | 18               | 30               | 80               | 4                | 1 | 6                    | 7                    | 12                   |                      |                      |
| 2011-2012 | Lausanne HC                      | LNB         | 33 | 15               | 34               | 49               | 48               | 15               | 6 | 10                   | 16                   | 14                   |                      |                      |
| 2012-2013 | Lausanne HC                      | LNB         | 39 | 24               | 42               | 66               | 58               | 13               | 6 | 20                   | 26                   | 12                   |                      |                      |
| 2013-2014 | Lausanne HC                      | LNA         | 42 | 7                | 19               | 26               | 44               | 6                | 0 | 2                    | 2                    | 8                    |                      |                      |
| 2014-2015 | Lausanne HC                      | LNA         | 15 | 1                | 5                | 6                | 2                | 6                | 0 | 0                    | 0                    | 0                    |                      |                      |
| 2015-2016 | KHL Medveščak                    | KHL         | 48 | 4                | 12               | 16               | 34               | -                | - | -                    | -                    | -                    |                      |                      |
| 2015-2016 | Fribourg-Gottéron                | LNA         | 4  | 2                | 2                | 4                | 0                | 5                | 2 | 1                    | 3                    | 2                    |                      |                      |
| 2016-2017 | KHL Medveščak                    | KHL         | 48 | 9                | 16               | 25               | 32               | -                | - | -                    | -                    | -                    |                      |                      |
| 2016-2017 | EHC Kloten                       | LNA         | 8  | 0                | 4                | 4                | 27               | 6                | 1 | 5                    | 6                    | 2                    |                      |                      |
| 2017-2018 | HC Slovan Bratislava             | KHL         | 56 | 9                | 22               | 31               | 56               | -                | - | -                    | -                    | -                    |                      |                      |
| 2018-2019 | Kölner Haie                      | DEL         | 49 | 11               | 15               | 26               | 40               | 11               | 1 | 3                    | 4                    | 24                   |                      |                      |
| 2019-2020 | Kölner Haie                      | DEL         | 47 | 6                | 6                | 12               | 20               | -                | - | -                    | -                    | -                    |                      |                      |